# Provinciale weg 473
De N473 is een voormalige provinciale weg in de provincie Zuid-Holland. De weg vormt een verbinding tussen de Delftse wijk Wippolder en de N472 in het centrum van Pijnacker.
De weg is sinds april 2008 uitgevoerd als tweestrooks-erftoegangsweg met buiten de bebouwde kom een maximumsnelheid van 80 km/h. Sindsdien geldt binnen de bebouwde kom van Delfgauw een maximumsnelheid van 30 km/h en binnen de bebouwde kom van Delft 50 km/h. Deze maatregelen zijn genomen naar aanleiding van de volledige opening van de N470 welke zuidelijker een verbinding vormt tussen de A13 en de A12 ter hoogte van Zoetermeer. Door de weg van gebiedsontsluitingsweg te reconstrueren tot erftoegangsweg probeert men doorgaand verkeer te weren.
In de gemeente Delft draagt de weg de straatnaam Delfgauwseweg. In de gemeente Pijnacker-Nootdorp heet de weg Delftsestraatweg, Westlaan en Oostlaan.
Hoewel de weg de A13 ongelijkvloers kruist, heeft de weg geen aansluiting op deze autosnelweg. In Delft kan de autosnelweg bereikt worden via het onderliggende wegennet, vanaf waar via de aansluiting Delft een verbinding bestaat met de A13.

## Wegbeheer
In 2018 is het laatste deel van de N473 overgedragen aan de gemeente Delft, waarmee de weg nu volledig wordt beheerd door de gemeenten waar de weg in ligt (Pijnacker-Nootdorp en Delft).
N23 · N194 · N196 · N197 · N198 · N199 · N200 · N201 · N202 · N203 · N204 · N205 · N206 · N207 · N208 · N209 · N210 · N211 · N212 · N213 · N214 · N215 · N216 · N217 · N218 · N219 · N220 · N221 · N222 · N223 · N224 · N225 · N226 · N227 · N228 · N229 · N230 · N231 · N232 · N233 · N234 · N235 · N236 · N237 · N238 · N239 · N240 · N241 · N242 · N243 · N244 · N245 · N246 · N247 · N248 · N249 · N250 · N307

N401 · N402 · N403 · N404 · N405 · N406 · N407 · N408 · N409 · N410 · N411 · N412 · N413 · N414 · N415 · N416 · N417 · N418 · N419 · N420 · N421 · N439 · N440 · N441 · N442 · N443 · N444 · N445 · N446 · N447 · N448 · N449 · N450 · N451 · N452 · N453 · N454 · N455 · N456 · N457 · N458 · N459 · N460 · N461 · N462 · N463 · N464 · N465 · N466 · N467 · N468 · N469 · N470 · N471 · N472 · N473 · N474 · N475 · N476 · N477 · N478 · N479 · N480 · N481 · N482 · N483 · N484 · N487 · N488 · N489 · N490 · N491 · N492 · N493 · N494 · N495 · N496 · N497 · N498 · N501 · N502 · N503 · N504 · N505 · N505 (Andijk) · N506 · N507 · N508 · N509 · N510 · N511 · N512 · N513 · N514 · N515 · N516 · N517 · N518 · N519 · N520 · N521 · N522 · N523 · N524 · N525 · N526 · N527 · N806 · N830 · N848

Cursief vermelde wegen zijn voormalige Provinciale wegen